# MP3, una película de rock descargable
MP3, una película de rock descargable es una película chilena de 2010. Dirigida por Pascal Krumm. Se centra sobre la escena del rock chileno. Nace bajo el alero de Sonar FM, Escudo y PK2Digitales, y es la primera película chilena descargable totalmente gratis.

## Sinopsis
Tres historias que ocurren en un solo día y confluyen en "La Batuta," teniendo a una banda independiente como eje protagónico. La primera parte con la conferencia realizada en la disquería Funtracks y es una suerte de comedia centrada en un fanático de la banda femenina de punk Lilits, que se obsesiona con su guitarrista. El siguiente relato muestra a un locutor radial sumergido en líos románticos, que batalla entre su profesión y la música, y que tiene a Los Howlers como banda sonora. Y la tercera historia presenta a un fan que no habla en toda la cinta, que se encierra en el baño del bar ñuñoíno y que sólo teje lazos con el exterior a través de los temas de Jiminelson

## Reparto
- Emilio Edwards Como Tomás.
- Gabriel Urzúa Como Pablo.
- Horacio Pérez Como El.
- Lorena Bosch Como Fran.
- Bernardita Traub Como Berni.
- Lucy Cominetti Como Antonia.
- Begoña Basauri Como Martina.
- Constanza Álvarez Como Ella.
- Yasna Kusanovic Como Pamela.
- Patricio Vásquez Como Felipe.
- Mario Ossandón Como Ex de Antonia.

## Músicos invitados
- Álvaro España
- Claudio Narea
- Colombina Parra
- Manuel García
- Camilo Salinas
- Berni Traub
- Constanza Álvarez
- Lilits
- Los Howlers
- Jiminelson
- Los Humberstones